# Bebe Rexha/Auszeichnungen für Musikverkäufe

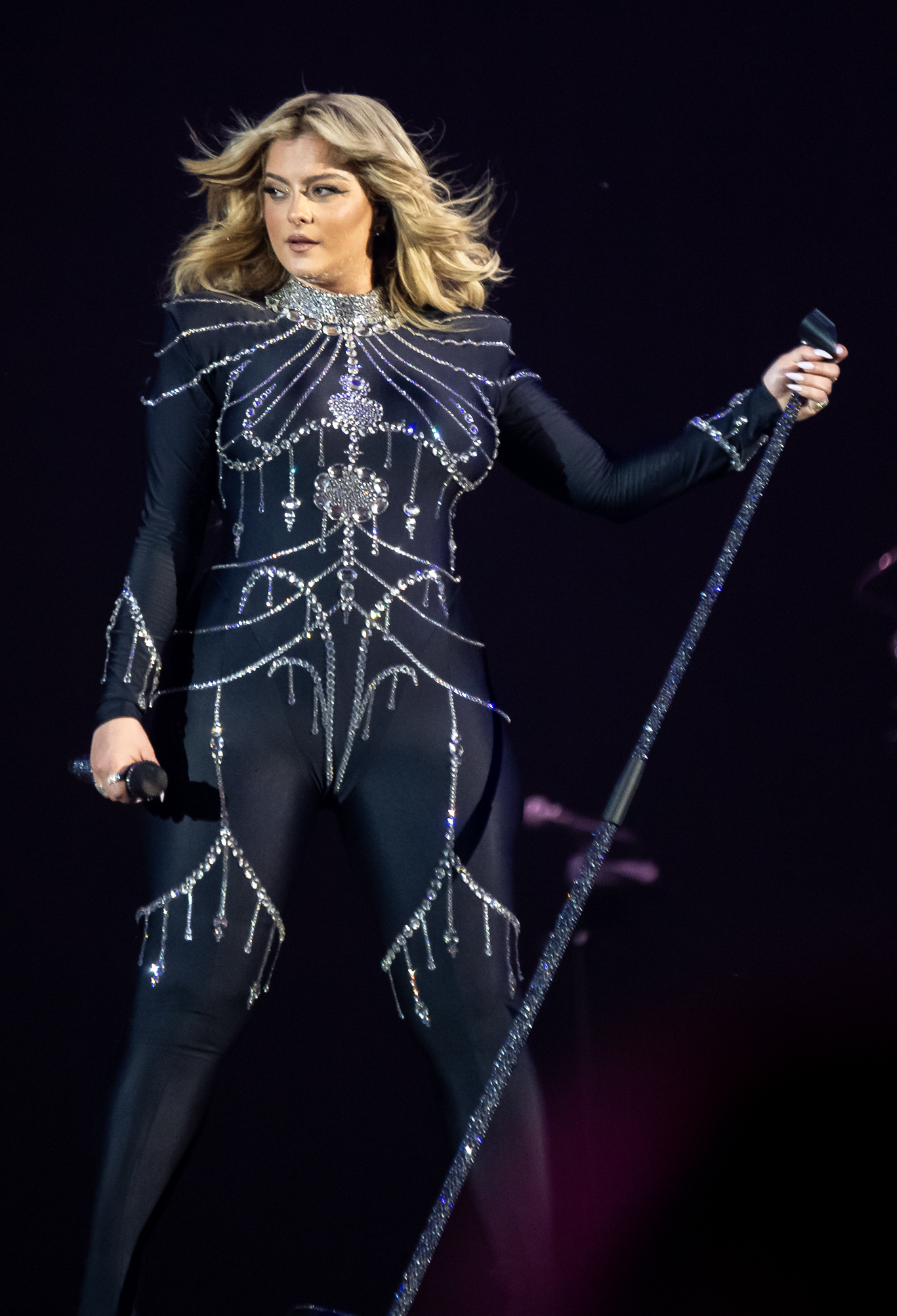
Bebe Rexha (2023)

Dies ist eine Übersicht über die Auszeichnungen für Musikverkäufe der US-amerikanischen Singer-Songwriterin Bebe Rexha. Die Auszeichnungen finden sich nach ihrer Art (Gold, Platin usw.), nach Staaten getrennt in chronologischer Reihenfolge, geordnet sowie nach den Tonträgern selbst, ebenfalls in chronologischer Reihenfolge, getrennt nach Medium (Alben, Singles usw.), wieder.

## Auszeichnungen
| - Vereinigtes Königreich - 2014: für die Single Take Me Home - 2018: für die Single I Got You - 2020: für die Single Say My Name - 2020: für die Single Call You Mine - 2022: für die Single Last Hurrah - Australien - 2018: für die Autorenbeteiligung All Hands on Deck (Tinashe) - 2019: für die Single Girls - 2020: für die Single Harder - Belgien - 2014: für die Autorenbeteiligung The Monster (Eminem feat. Rihanna) - 2017: für die Single Back to You - 2018: für die Single Meant to Be - 2019: für die Single Say My Name - Brasilien - 2019: für die Single Last Hurrah - 2024: für die Single Harder - 2024: für die Single Chain My Heart - Dänemark - 2014: für die Autorenbeteiligung The Monster (Eminem feat. Rihanna) - 2015: für die Single That’s How You Know - 2018: für die Single Back to You - 2022: für die Single I’m a Mess - 2022: für die Single Home - 2025: für die Single Call You Mine - Deutschland - 2018: für die Single Meant to Be - 2019: für die Single Say My Name - 2023: für die Single I’m a Mess - Frankreich - 2017: für die Single I Got You - 2021: für die Single I’m a Mess - 2023: für die Single Meant to Be - Italien - 2017: für die Single I Got You - 2017: für die Single Back to You - 2018: für die Single Meant to Be - Japan - 2024: für das Streaming Girl in the Mirror - Kanada - 2013: für die Single Take Me Home - 2021: für das Lied Bad Bitch - 2021: für die Single I’m Gonna Show You Crazy - 2023: für das Album Bebe - Mexiko - 2019: für die Single Say My Name - 2020: für die Single Call You Mine - 2020: für die Single In the Name of Love - Neuseeland - 2015: für die Single Take Me Home - 2018: für das Album All Your Fault: Pt. 2 - 2025: für die Single I Got You - Niederlande - 2016: für die Single In the Name of Love - 2017: für die Single I Got You - 2019: für das Album Expectations - Norwegen - 2019: für die Single I Got You - 2020: für die Single Girls - 2020: für die Single No Broken Hearts - 2020: für die Single Say My Name - Österreich - 2015: für die Single Hey Mama - 2016: für die Single Me, Myself & I - 2017: für die Single In the Name of Love - 2019: für die Single Say My Name - Polen - 2017: für die Single Back to You - 2019: für die Single Girls - 2020: für die Single Call You Mine - 2021: für die Single Last Hurrah - 2022: für die Single Sacrifice - 2023: für die Single Home - Portugal - 2019: für die Single Me, Myself & I - 2022: für die Single I’m a Mess - 2022: für die Autorenbeteiligung The Monster (Eminem feat. Rihanna) - Schweden - 2017: für die Single Back to You - Schweiz - 2018: für die Single Meant to Be - Singapur - 2019: für das Album All Your Fault: Pt. 1 - 2019: für das Album Expectations - Spanien - 2023: für die Single I’m a Mess - 2023: für die Single Meant to Be - Vereinigte Staaten - 2016: für die Autorenbeteiligung Team (Iggy Azalea) - 2020: für die Single Last Hurrah - 2022: für die Single Baby, I’m Jealous - Vereinigtes Königreich - 2021: für die Single Harder - 2021: für die Single Girls - 2022: für die Single I’m a Mess - 2024: für die Single Home | - Australien - 2013: für die Single Take Me Home - 2015: für die Single That’s How You Know - 2019: für die Single I’m a Mess - 2019: für die Single I Got You - 2019: für die Single Call You Mine - Belgien - 2016: für die Single In the Name of Love - 2016: für die Single Me, Myself & I - Brasilien - 2024: für die Autorenbeteiligung Team (Iggy Azalea) - Chile - 2017: für die Single Me, Myself & I - Dänemark - 2015: für die Single Hey Mama - 2019: für die Single Meant to Be - Deutschland - 2016: für die Single Hey Mama - Italien - 2019: für die Single Say My Name - Kanada - 2017: für die Single Back to You - 2020: für die Single Call You Mine - 2021: für die Single Say My Name - 2021: für das Album All Your Fault: Pt. 2 - 2024: für die Single If Only I - Mexiko - 2014: für die Autorenbeteiligung The Monster (Eminem feat. Rihanna) - Neuseeland - 2016: für die Single That’s How You Know - 2018: für die Single Back to You - 2020: für die Single I’m a Mess - 2020: für die Single Call You Mine - 2022: für das Album Expectations - Niederlande - 2015: für die Single Hey Mama - 2016: für die Single Me, Myself & I - 2018: für die Single Meant to Be - Norwegen - 2020: für das Album Expectations - 2020: für die Single Back to You - 2020: für die Single Call You Mine - 2020: für die Single Last Hurrah - Österreich - 2024: für die Autorenbeteiligung The Monster (Eminem feat. Rihanna) - Polen - 2019: für die Single I Got You - 2021: für die Single Meant to Be - 2021: für die Single No Broken Hearts - 2021: für die Single Hey Mama - 2021: für die Single Harder - Portugal - 2022: für die Single Meant to Be - 2022: für die Single Say My Name - Schweden - 2015: für die Single I’m Gonna Show You Crazy - Schweiz - 2013: für die Autorenbeteiligung The Monster (Eminem feat. Rihanna) - 2015: für die Single Hey Mama - 2017: für die Single In the Name of Love - Spanien - 2014: für das Streaming The Monster (Eminem feat. Rihanna) - 2016: für die Single Hey Mama - 2016: für die Single Me, Myself & I - 2024: für die Autorenbeteiligung The Monster (Eminem feat. Rihanna) - Vereinigte Staaten - 2017: für die Single Take Me Home - 2018: für die Single I Got You - 2018: für die Single Back to You - 2019: für die Single Home - 2020: für das Album Expectations - 2023: für die Single Say My Name - Vereinigtes Königreich - 2017: für die Single Hey Mama - 2020: für die Single Back to You - Deutschland - 2018: für die Single Me, Myself & I - 2018: für die Autorenbeteiligung The Monster (Eminem feat. Rihanna) - 2023: für die Single In the Name of Love - 2023: für die Single I’m Good (Blue) | - Australien - 2015: für die Single Hey Mama - 2016: für die Single Me, Myself & I - Belgien - 2015: für die Single Hey Mama - Brasilien - 2019: für die Single Girls - Dänemark - 2022: für die Single Me, Myself & I - 2023: für die Single In the Name of Love - Griechenland - 2023: für die Single I’m Good (Blue) - Italien - 2016: für die Single Me, Myself & I - Kanada - 2013: für die Autorenbeteiligung The Monster (Eminem feat. Rihanna) - 2021: für die Single I Got You - 2023: für das Album Expectations - Mexiko - 2020: für die Single Back to You - Neuseeland - 2023: für die Single Hey Mama - 2023: für die Single Home - Norwegen - 2020: für die Single Hey Mama - 2019: für die Single I’m a Mess - Polen - 2021: für die Single I’m a Mess - Portugal - 2022: für die Single In the Name of Love - Schweden - 2015: für die Single Hey Mama - 2018: für die Single Meant to Be - Schweiz - 2018: für die Single Me, Myself & I - Spanien - 2017: für die Single In the Name of Love - 2024: für die Single Say My Name - Vereinigte Staaten - 2021: für die Single I’m a Mess - 2023: für die Single Call You Mine - 2023: für die Single I’m Good (Blue) - Vereinigtes Königreich - 2021: für die Single Meant to Be - 2023: für die Single In the Name of Love - 2024: für die Single Me, Myself & I - Australien - 2019: für die Single Back to You - Brasilien - 2019: für die Single I Got You - 2019: für die Single I’m a Mess - 2022: für die Single I’m Good (Blue) - 2023: für die Single Call You Mine - Dänemark - 2014: für das Streaming The Monster (Eminem feat. Rihanna) - 2025: für die Single I’m Good (Blue) - Italien - 2019: für die Autorenbeteiligung The Monster (Eminem feat. Rihanna) - 2019: für die Single Hey Mama - Kanada - 2017: für die Single In the Name of Love - 2017: für die Single Hey Mama - Neuseeland - 2022: für die Single In the Name of Love - Norwegen - 2019: für die Single Me, Myself & I - 2020: für die Single In the Name of Love - 2020: für die Single Meant to Be - Polen - 2024: für die Single Say My Name - Schweden - 2016: für die Single Me, Myself & I - Vereinigte Staaten - 2020: für die Single In the Name of Love - Vereinigtes Königreich - 2024: für die Single I’m Good (Blue) - 2024: für die Autorenbeteiligung The Monster (Eminem feat. Rihanna) - Australien - 2018: für die Single In the Name of Love - 2023: für die Single I’m Good (Blue) - Italien - 2019: für die Single In the Name of Love - 2024: für die Single I’m Good (Blue) - Kanada - 2023: für die Single I’m a Mess - Neuseeland - 2024: für die Autorenbeteiligung The Monster (Eminem feat. Rihanna) - 2025: für die Single Me, Myself & I - 2025: für die Single I’m Good (Blue) - Norwegen - 2015: für die Single I’m Gonna Show You Crazy - 2020: für die Single That’s How You Know - Österreich - 2024: für die Single I’m Good (Blue) - Polen - 2016: für die Single Me, Myself & I - Schweden - 2017: für die Single In the Name of Love - Spanien - 2024: für die Single I’m Good (Blue) - Vereinigte Staaten - 2023: für die Single Hey Mama - Portugal - 2024: für die Single I’m Good (Blue) - Schweden - 2014: für die Autorenbeteiligung The Monster (Eminem feat. Rihanna) - Kanada - 2019: für die Single Me, Myself & I - Neuseeland - 2025: für die Single Meant to Be - Vereinigte Staaten - 2021: für die Single Me, Myself & I - Australien - 2021: für die Single Meant to Be - Schweiz - 2025: für die Single I’m Good (Blue) - Vereinigte Staaten - 2018: für die Autorenbeteiligung The Monster (Eminem feat. Rihanna) - Kanada - 2024: für die Single I’m Good (Blue) - Australien - 2024: für die Autorenbeteiligung The Monster (Eminem feat. Rihanna) - Vereinigte Staaten - 2021: für die Single Meant to Be - Brasilien - 2019: für die Single Meant to Be - 2024: für die Autorenbeteiligung The Monster (Eminem feat. Rihanna) - Frankreich - 2018: für die Single In the Name of Love - 2020: für die Single Say My Name - 2023: für die Single I’m Good (Blue) - Mexiko - 2020: für die Single In the Name of Love - Polen - 2023: für die Single I’m Good (Blue) - Brasilien - 2023: für die Single In the Name of Love |

## Auszeichnungen nach Alben

### All Your Fault: Pt. 1
| Land/Region     | Auszeichnungen für Musikverkäufe (Land/Region, Auszeichnung, Verkäufe) | Verkäufe |
| --------------- | ---------------------------------------------------------------------- | -------- |
| Singapur (RIAS) | Gold                                                                   | 5.000    |
| Insgesamt       | 1× Gold ·                                                              | 5.000    |

### All Your Fault: Pt. 2
| Land/Region       | Auszeichnungen für Musikverkäufe (Land/Region, Auszeichnung, Verkäufe) | Verkäufe |
| ----------------- | ---------------------------------------------------------------------- | -------- |
| Kanada (MC)       | Platin                                                                 | 80.000   |
| Neuseeland (RMNZ) | Gold                                                                   | 7.500    |
| Insgesamt         | 1× Gold · 1× Platin ·                                                  | 87.500   |

### Expectations
| Land/Region               | Auszeichnungen für Musikverkäufe (Land/Region, Auszeichnung, Verkäufe) | Verkäufe  |
| ------------------------- | ---------------------------------------------------------------------- | --------- |
| Kanada (MC)               | 2× Platin                                                              | 160.000   |
| Neuseeland (RMNZ)         | Platin                                                                 | 15.000    |
| Niederlande (NVPI)        | Gold                                                                   | 20.000    |
| Norwegen (IFPI)           | Platin                                                                 | 20.000    |
| Singapur (RIAS)           | Gold                                                                   | 5.000     |
| Vereinigte Staaten (RIAA) | Platin                                                                 | 1.000.000 |
| Insgesamt                 | 2× Gold · 5× Platin ·                                                  | 1.220.000 |

### Bebe
| Land/Region | Auszeichnungen für Musikverkäufe (Land/Region, Auszeichnung, Verkäufe) | Verkäufe |
| ----------- | ---------------------------------------------------------------------- | -------- |
| Kanada (MC) | Gold                                                                   | 40.000   |
| Insgesamt   | 1× Gold ·                                                              | 40.000   |

## Auszeichnungen nach Singles

### Take Me Home
| Land/Region                  | Auszeichnungen für Musikverkäufe (Land/Region, Auszeichnung, Verkäufe) | Verkäufe  |
| ---------------------------- | ---------------------------------------------------------------------- | --------- |
| Australien (ARIA)            | Platin                                                                 | 70.000    |
| Kanada (MC)                  | Gold                                                                   | 40.000    |
| Neuseeland (RMNZ)            | Gold                                                                   | 7.500     |
| Vereinigte Staaten (RIAA)    | Platin                                                                 | 1.000.000 |
| Vereinigtes Königreich (BPI) | Silber                                                                 | 200.000   |
| Insgesamt                    | 1× Silber · 2× Gold · 2× Platin ·                                      | 1.317.500 |

### I’m Gonna Show You Crazy
| Land/Region     | Auszeichnungen für Musikverkäufe (Land/Region, Auszeichnung, Verkäufe) | Verkäufe |
| --------------- | ---------------------------------------------------------------------- | -------- |
| Kanada (MC)     | Gold                                                                   | 40.000   |
| Norwegen (IFPI) | 4× Platin                                                              | 240.000  |
| Schweden (IFPI) | Platin                                                                 | 40.000   |
| Insgesamt       | 1× Gold · 5× Platin ·                                                  | 320.000  |

### Hey Mama
| Land/Region                  | Auszeichnungen für Musikverkäufe (Land/Region, Auszeichnung, Verkäufe) | Verkäufe  |
| ---------------------------- | ---------------------------------------------------------------------- | --------- |
| Australien (ARIA)            | 2× Platin                                                              | 140.000   |
| Belgien (BRMA)               | 2× Platin                                                              | 60.000    |
| Dänemark (IFPI)              | Platin                                                                 | 60.000    |
| Deutschland (BVMI)           | Platin                                                                 | 400.000   |
| Frankreich (SNEP)            | —                                                                      | 49.900    |
| Italien (FIMI)               | 3× Platin                                                              | 150.000   |
| Kanada (MC)                  | 3× Platin                                                              | 240.000   |
| Neuseeland (RMNZ)            | 2× Platin                                                              | 60.000    |
| Niederlande (NVPI)           | Platin                                                                 | 30.000    |
| Norwegen (IFPI)              | 2× Platin                                                              | 120.000   |
| Österreich (IFPI)            | Gold                                                                   | 15.000    |
| Polen (ZPAV)                 | Platin                                                                 | 50.000    |
| Schweden (IFPI)              | 2× Platin                                                              | 80.000    |
| Schweiz (IFPI)               | Platin                                                                 | 30.000    |
| Spanien (Promusicae)         | Platin                                                                 | 40.000    |
| Vereinigte Staaten (RIAA)    | 4× Platin                                                              | 4.000.000 |
| Vereinigtes Königreich (BPI) | Platin                                                                 | 600.000   |
| Insgesamt                    | 1× Gold · 27× Platin ·                                                 | 6.124.900 |

### That’s How You Know
| Land/Region       | Auszeichnungen für Musikverkäufe (Land/Region, Auszeichnung, Verkäufe) | Verkäufe |
| ----------------- | ---------------------------------------------------------------------- | -------- |
| Australien (ARIA) | Platin                                                                 | 70.000   |
| Dänemark (IFPI)   | Gold                                                                   | 30.000   |
| Neuseeland (RMNZ) | Platin                                                                 | 15.000   |
| Norwegen (IFPI)   | 4× Platin                                                              | 240.000  |
| Insgesamt         | 1× Gold · 6× Platin ·                                                  | 355.000  |

### Me, Myself & I
| Land/Region                  | Auszeichnungen für Musikverkäufe (Land/Region, Auszeichnung, Verkäufe) | Verkäufe   |
| ---------------------------- | ---------------------------------------------------------------------- | ---------- |
| Australien (ARIA)            | 2× Platin                                                              | 140.000    |
| Belgien (BRMA)               | Platin                                                                 | 30.000     |
| Chile (IFPI)                 | Platin                                                                 | 80.000     |
| Dänemark (IFPI)              | 2× Platin                                                              | 180.000    |
| Deutschland (BVMI)           | 3× Gold                                                                | 600.000    |
| Frankreich (SNEP)            | —                                                                      | 23.700     |
| Italien (FIMI)               | 2× Platin                                                              | 100.000    |
| Kanada (MC)                  | 6× Platin                                                              | 480.000    |
| Neuseeland (RMNZ)            | 4× Platin                                                              | 120.000    |
| Niederlande (NVPI)           | Platin                                                                 | 40.000     |
| Norwegen (IFPI)              | 3× Platin                                                              | 180.000    |
| Österreich (IFPI)            | Gold                                                                   | 15.000     |
| Polen (ZPAV)                 | 4× Platin                                                              | 80.000     |
| Portugal (AFP)               | Gold                                                                   | 5.000      |
| Schweden (IFPI)              | 3× Platin                                                              | 120.000    |
| Schweiz (IFPI)               | 2× Platin                                                              | 60.000     |
| Spanien (Promusicae)         | Platin                                                                 | 40.000     |
| Vereinigte Staaten (RIAA)    | 7× Platin                                                              | 7.000.000  |
| Vereinigtes Königreich (BPI) | 2× Platin                                                              | 1.200.000  |
| Insgesamt                    | 3× Gold · 42× Platin ·                                                 | 10.493.700 |

### No Broken Hearts
| Land/Region     | Auszeichnungen für Musikverkäufe (Land/Region, Auszeichnung, Verkäufe) | Verkäufe |
| --------------- | ---------------------------------------------------------------------- | -------- |
| Norwegen (IFPI) | Gold                                                                   | 30.000   |
| Polen (ZPAV)    | Platin                                                                 | 50.000   |
| Insgesamt       | 1× Gold · 1× Platin ·                                                  | 80.000   |

### In the Name of Love
| Land/Region                  | Auszeichnungen für Musikverkäufe (Land/Region, Auszeichnung, Verkäufe) | Verkäufe  |
| ---------------------------- | ---------------------------------------------------------------------- | --------- |
| Australien (ARIA)            | 4× Platin                                                              | 280.000   |
| Belgien (BRMA)               | Platin                                                                 | 30.000    |
| Brasilien (PMB)              | 3× Diamant                                                             | 480.000   |
| Dänemark (IFPI)              | 2× Platin                                                              | 180.000   |
| Deutschland (BVMI)           | 3× Gold                                                                | 600.000   |
| Frankreich (SNEP)            | Diamant                                                                | 233.333   |
| Italien (FIMI)               | 4× Platin                                                              | 200.000   |
| Kanada (MC)                  | 3× Platin                                                              | 240.000   |
| Mexiko (AMPROFON)            | Diamant · + Gold                                                       | 330.000   |
| Neuseeland (RMNZ)            | 3× Platin                                                              | 90.000    |
| Niederlande (NVPI)           | Gold                                                                   | 20.000    |
| Norwegen (IFPI)              | 3× Platin                                                              | 180.000   |
| Österreich (IFPI)            | Gold                                                                   | 15.000    |
| Portugal (AFP)               | 2× Platin                                                              | 20.000    |
| Schweden (IFPI)              | 4× Platin                                                              | 160.000   |
| Schweiz (IFPI)               | Platin                                                                 | 30.000    |
| Spanien (Promusicae)         | 2× Platin                                                              | 80.000    |
| Vereinigte Staaten (RIAA)    | 3× Platin                                                              | 3.000.000 |
| Vereinigtes Königreich (BPI) | 2× Platin                                                              | 1.200.000 |
| Insgesamt                    | 4× Gold · 35× Platin · 5× Diamant ·                                    | 7.368.333 |

### I Got You
| Land/Region                  | Auszeichnungen für Musikverkäufe (Land/Region, Auszeichnung, Verkäufe) | Verkäufe  |
| ---------------------------- | ---------------------------------------------------------------------- | --------- |
| Australien (ARIA)            | Platin                                                                 | 70.000    |
| Brasilien (PMB)              | 3× Platin                                                              | 120.000   |
| Frankreich (SNEP)            | Gold                                                                   | 66.666    |
| Italien (FIMI)               | Gold                                                                   | 25.000    |
| Kanada (MC)                  | 2× Platin                                                              | 160.000   |
| Neuseeland (RMNZ)            | Gold                                                                   | 15.000    |
| Niederlande (NVPI)           | Gold                                                                   | 20.000    |
| Norwegen (IFPI)              | Gold                                                                   | 30.000    |
| Polen (ZPAV)                 | Platin                                                                 | 20.000    |
| Vereinigte Staaten (RIAA)    | Platin                                                                 | 1.000.000 |
| Vereinigtes Königreich (BPI) | Silber                                                                 | 200.000   |
| Insgesamt                    | 1× Silber · 5× Gold · 8× Platin ·                                      | 1.726.666 |

### Back to You
| Land/Region                  | Auszeichnungen für Musikverkäufe (Land/Region, Auszeichnung, Verkäufe) | Verkäufe  |
| ---------------------------- | ---------------------------------------------------------------------- | --------- |
| Australien (ARIA)            | 3× Platin                                                              | 210.000   |
| Belgien (BRMA)               | Gold                                                                   | 15.000    |
| Dänemark (IFPI)              | Gold                                                                   | 45.000    |
| Italien (FIMI)               | Gold                                                                   | 25.000    |
| Kanada (MC)                  | Platin                                                                 | 80.000    |
| Mexiko (AMPROFON)            | 2× Platin                                                              | 120.000   |
| Neuseeland (RMNZ)            | Platin                                                                 | 30.000    |
| Norwegen (IFPI)              | Platin                                                                 | 60.000    |
| Polen (ZPAV)                 | Gold                                                                   | 10.000    |
| Schweden (IFPI)              | Gold                                                                   | 20.000    |
| Vereinigte Staaten (RIAA)    | Platin                                                                 | 1.000.000 |
| Vereinigtes Königreich (BPI) | Platin                                                                 | 600.000   |
| Insgesamt                    | 5× Gold · 10× Platin ·                                                 | 2.215.000 |

### Meant to Be
| Land/Region                  | Auszeichnungen für Musikverkäufe (Land/Region, Auszeichnung, Verkäufe) | Verkäufe   |
| ---------------------------- | ---------------------------------------------------------------------- | ---------- |
| Australien (ARIA)            | 8× Platin                                                              | 560.000    |
| Belgien (BRMA)               | Gold                                                                   | 15.000     |
| Brasilien (PMB)              | Diamant                                                                | 160.000    |
| Dänemark (IFPI)              | Platin                                                                 | 90.000     |
| Deutschland (BVMI)           | Gold                                                                   | 200.000    |
| Frankreich (SNEP)            | Gold                                                                   | 100.000    |
| Italien (FIMI)               | Gold                                                                   | 25.000     |
| Kanada (MC)                  | Diamant                                                                | 800.000    |
| Neuseeland (RMNZ)            | 7× Platin                                                              | 210.000    |
| Niederlande (NVPI)           | Platin                                                                 | 80.000     |
| Norwegen (IFPI)              | 3× Platin                                                              | 180.000    |
| Polen (ZPAV)                 | Platin                                                                 | 50.000     |
| Portugal (AFP)               | Platin                                                                 | 10.000     |
| Schweden (IFPI)              | 2× Platin                                                              | 160.000    |
| Schweiz (IFPI)               | Gold                                                                   | 10.000     |
| Spanien (Promusicae)         | Gold                                                                   | 30.000     |
| Vereinigte Staaten (RIAA)    | 11× Platin                                                             | 11.000.000 |
| Vereinigtes Königreich (BPI) | 2× Platin                                                              | 1.200.000  |
| Insgesamt                    | 6× Gold · 27× Platin · 3× Diamant ·                                    | 14.880.000 |

### Home
| Land/Region                  | Auszeichnungen für Musikverkäufe (Land/Region, Auszeichnung, Verkäufe) | Verkäufe  |
| ---------------------------- | ---------------------------------------------------------------------- | --------- |
| Dänemark (IFPI)              | Gold                                                                   | 45.000    |
| Neuseeland (RMNZ)            | 2× Platin                                                              | 60.000    |
| Norwegen (IFPI)              | 3× Platin                                                              | 180.000   |
| Polen (ZPAV)                 | Gold                                                                   | 25.000    |
| Vereinigte Staaten (RIAA)    | Platin                                                                 | 1.000.000 |
| Vereinigtes Königreich (BPI) | Gold                                                                   | 400.000   |
| Insgesamt                    | 3× Gold · 6× Platin ·                                                  | 1.710.000 |

### Girls
| Land/Region                  | Auszeichnungen für Musikverkäufe (Land/Region, Auszeichnung, Verkäufe) | Verkäufe |
| ---------------------------- | ---------------------------------------------------------------------- | -------- |
| Australien (ARIA)            | Gold                                                                   | 35.000   |
| Brasilien (PMB)              | 2× Platin                                                              | 80.000   |
| Norwegen (IFPI)              | Gold                                                                   | 30.000   |
| Polen (ZPAV)                 | Gold                                                                   | 10.000   |
| Vereinigtes Königreich (BPI) | Gold                                                                   | 400.000  |
| Insgesamt                    | 4× Gold · 2× Platin ·                                                  | 555.000  |

### I’m a Mess
| Land/Region                  | Auszeichnungen für Musikverkäufe (Land/Region, Auszeichnung, Verkäufe) | Verkäufe  |
| ---------------------------- | ---------------------------------------------------------------------- | --------- |
| Australien (ARIA)            | Platin                                                                 | 70.000    |
| Brasilien (PMB)              | 3× Platin                                                              | 120.000   |
| Dänemark (IFPI)              | Gold                                                                   | 45.000    |
| Deutschland (BVMI)           | Gold                                                                   | 200.000   |
| Frankreich (SNEP)            | Gold                                                                   | 100.000   |
| Kanada (MC)                  | 4× Platin                                                              | 320.000   |
| Neuseeland (RMNZ)            | Platin                                                                 | 30.000    |
| Norwegen (IFPI)              | 2× Platin                                                              | 120.000   |
| Polen (ZPAV)                 | 2× Platin                                                              | 100.000   |
| Portugal (AFP)               | Gold                                                                   | 5.000     |
| Spanien (Promusicae)         | Gold                                                                   | 30.000    |
| Vereinigte Staaten (RIAA)    | 2× Platin                                                              | 2.000.000 |
| Vereinigtes Königreich (BPI) | Gold                                                                   | 400.000   |
| Insgesamt                    | 6× Gold · 15× Platin ·                                                 | 3.540.000 |

### Say My Name
| Land/Region                  | Auszeichnungen für Musikverkäufe (Land/Region, Auszeichnung, Verkäufe) | Verkäufe  |
| ---------------------------- | ---------------------------------------------------------------------- | --------- |
| Belgien (BRMA)               | Gold                                                                   | 20.000    |
| Deutschland (BVMI)           | Gold                                                                   | 200.000   |
| Frankreich (SNEP)            | Diamant                                                                | 333.333   |
| Italien (FIMI)               | Platin                                                                 | 50.000    |
| Kanada (MC)                  | Platin                                                                 | 80.000    |
| Mexiko (AMPROFON)            | Gold                                                                   | 30.000    |
| Norwegen (IFPI)              | Gold                                                                   | 30.000    |
| Österreich (IFPI)            | Gold                                                                   | 15.000    |
| Polen (ZPAV)                 | 3× Platin                                                              | 150.000   |
| Portugal (AFP)               | Platin                                                                 | 10.000    |
| Spanien (Promusicae)         | 2× Platin                                                              | 120.000   |
| Vereinigte Staaten (RIAA)    | Platin                                                                 | 1.000.000 |
| Vereinigtes Königreich (BPI) | Silber                                                                 | 200.000   |
| Insgesamt                    | 1× Silber · 5× Gold · 9× Platin · 1× Diamant ·                         | 2.238.333 |

### Last Hurrah
| Land/Region                  | Auszeichnungen für Musikverkäufe (Land/Region, Auszeichnung, Verkäufe) | Verkäufe |
| ---------------------------- | ---------------------------------------------------------------------- | -------- |
| Brasilien (PMB)              | Gold                                                                   | 20.000   |
| Norwegen (IFPI)              | Platin                                                                 | 60.000   |
| Polen (ZPAV)                 | Gold                                                                   | 25.000   |
| Vereinigte Staaten (RIAA)    | Gold                                                                   | 500.000  |
| Vereinigtes Königreich (BPI) | Silber                                                                 | 200.000  |
| Insgesamt                    | 1× Silber · 3× Gold · 1× Platin ·                                      | 805.000  |

### Call You Mine
| Land/Region                  | Auszeichnungen für Musikverkäufe (Land/Region, Auszeichnung, Verkäufe) | Verkäufe  |
| ---------------------------- | ---------------------------------------------------------------------- | --------- |
| Australien (ARIA)            | Platin                                                                 | 70.000    |
| Brasilien (PMB)              | 3× Platin                                                              | 120.000   |
| Dänemark (IFPI)              | Gold                                                                   | 45.000    |
| Kanada (MC)                  | Platin                                                                 | 80.000    |
| Mexiko (AMPROFON)            | Gold                                                                   | 30.000    |
| Neuseeland (RMNZ)            | Platin                                                                 | 30.000    |
| Norwegen (IFPI)              | Platin                                                                 | 60.000    |
| Polen (ZPAV)                 | Gold                                                                   | 10.000    |
| Vereinigte Staaten (RIAA)    | 2× Platin                                                              | 2.000.000 |
| Vereinigtes Königreich (BPI) | Silber                                                                 | 200.000   |
| Insgesamt                    | 1× Silber · 3× Gold · 9× Platin ·                                      | 2.645.000 |

### Harder
| Land/Region                  | Auszeichnungen für Musikverkäufe (Land/Region, Auszeichnung, Verkäufe) | Verkäufe |
| ---------------------------- | ---------------------------------------------------------------------- | -------- |
| Australien (ARIA)            | Gold                                                                   | 35.000   |
| Brasilien (PMB)              | Gold                                                                   | 20.000   |
| Polen (ZPAV)                 | Platin                                                                 | 50.000   |
| Vereinigtes Königreich (BPI) | Gold                                                                   | 400.000  |
| Insgesamt                    | 3× Gold · 1× Platin ·                                                  | 505.000  |

### Sacrifice
| Land/Region  | Auszeichnungen für Musikverkäufe (Land/Region, Auszeichnung, Verkäufe) | Verkäufe |
| ------------ | ---------------------------------------------------------------------- | -------- |
| Polen (ZPAV) | Gold                                                                   | 25.000   |
| Insgesamt    | 1× Gold ·                                                              | 25.000   |

### Chain My Heart
| Land/Region     | Auszeichnungen für Musikverkäufe (Land/Region, Auszeichnung, Verkäufe) | Verkäufe |
| --------------- | ---------------------------------------------------------------------- | -------- |
| Brasilien (PMB) | Gold                                                                   | 20.000   |
| Insgesamt       | 1× Gold ·                                                              | 20.000   |

### Baby, I’m Jealous
| Land/Region               | Auszeichnungen für Musikverkäufe (Land/Region, Auszeichnung, Verkäufe) | Verkäufe |
| ------------------------- | ---------------------------------------------------------------------- | -------- |
| Vereinigte Staaten (RIAA) | Gold                                                                   | 500.000  |
| Insgesamt                 | 1× Gold ·                                                              | 500.000  |

### I’m Good (Blue)
| Land/Region                  | Auszeichnungen für Musikverkäufe (Land/Region, Auszeichnung, Verkäufe) | Verkäufe  |
| ---------------------------- | ---------------------------------------------------------------------- | --------- |
| Australien (ARIA)            | 4× Platin                                                              | 280.000   |
| Brasilien (PMB)              | 3× Platin                                                              | 120.000   |
| Dänemark (IFPI)              | 3× Platin                                                              | 270.000   |
| Deutschland (BVMI)           | 3× Gold                                                                | 600.000   |
| Frankreich (SNEP)            | Diamant                                                                | 333.333   |
| Griechenland (IFPI)          | 2× Platin                                                              | 40.000    |
| Italien (FIMI)               | 4× Platin                                                              | 400.000   |
| Kanada (MC)                  | 9× Platin                                                              | 720.000   |
| Neuseeland (RMNZ)            | 4× Platin                                                              | 120.000   |
| Österreich (IFPI)            | 4× Platin                                                              | 120.000   |
| Polen (ZPAV)                 | Diamant                                                                | 250.000   |
| Portugal (AFP)               | 5× Platin                                                              | 50.000    |
| Schweiz (IFPI)               | 8× Platin                                                              | 160.000   |
| Spanien (Promusicae)         | 4× Platin                                                              | 240.000   |
| Vereinigte Staaten (RIAA)    | 2× Platin                                                              | 2.000.000 |
| Vereinigtes Königreich (BPI) | 3× Platin                                                              | 1.800.000 |
| Insgesamt                    | 1× Gold · 56× Platin · 2× Diamant ·                                    | 7.503.333 |

### If Only I
| Land/Region | Auszeichnungen für Musikverkäufe (Land/Region, Auszeichnung, Verkäufe) | Verkäufe |
| ----------- | ---------------------------------------------------------------------- | -------- |
| Kanada (MC) | Platin                                                                 | 80.000   |
| Insgesamt   | 1× Platin ·                                                            | 80.000   |

## Auszeichnungen nach Liedern

### Bad Bitch
| Land/Region | Auszeichnungen für Musikverkäufe (Land/Region, Auszeichnung, Verkäufe) | Verkäufe |
| ----------- | ---------------------------------------------------------------------- | -------- |
| Kanada (MC) | Gold                                                                   | 40.000   |
| Insgesamt   | 1× Gold ·                                                              | 40.000   |

## Auszeichnungen nach Autorenbeteiligungen

### The Monster(Eminemfeat.Rihanna)
| Land/Region                  | Auszeichnungen für Musikverkäufe (Land/Region, Auszeichnung, Verkäufe) | Verkäufe   |
| ---------------------------- | ---------------------------------------------------------------------- | ---------- |
| Australien (ARIA)            | 11× Platin                                                             | 770.000    |
| Belgien (BRMA)               | Gold                                                                   | 15.000     |
| Brasilien (PMB)              | Diamant                                                                | 250.000    |
| Dänemark (IFPI)              | Gold                                                                   | 15.000     |
| Deutschland (BVMI)           | 3× Gold                                                                | 450.000    |
| Frankreich (SNEP)            | —                                                                      | 49.000     |
| Italien (FIMI)               | 3× Platin                                                              | 150.000    |
| Kanada (MC)                  | 2× Platin                                                              | 160.000    |
| Mexiko (AMPROFON)            | Platin                                                                 | 60.000     |
| Neuseeland (RMNZ)            | 4× Platin                                                              | 120.000    |
| Österreich (IFPI)            | Platin                                                                 | 30.000     |
| Portugal (AFP)               | Gold                                                                   | 5.000      |
| Schweden (IFPI)              | 5× Platin                                                              | 200.000    |
| Schweiz (IFPI)               | Platin                                                                 | 30.000     |
| Spanien (Promusicae)         | Platin                                                                 | 60.000     |
| Vereinigte Staaten (RIAA)    | 8× Platin                                                              | 8.000.000  |
| Vereinigtes Königreich (BPI) | 3× Platin                                                              | 1.800.000  |
| Insgesamt                    | 4× Gold · 41× Platin · 1× Diamant ·                                    | 12.164.000 |

### All Hands on Deck (Tinashe)
| Land/Region       | Auszeichnungen für Musikverkäufe (Land/Region, Auszeichnung, Verkäufe) | Verkäufe |
| ----------------- | ---------------------------------------------------------------------- | -------- |
| Australien (ARIA) | Gold                                                                   | 35.000   |
| Insgesamt         | 1× Gold ·                                                              | 35.000   |

### Team (Iggy Azalea)
| Land/Region               | Auszeichnungen für Musikverkäufe (Land/Region, Auszeichnung, Verkäufe) | Verkäufe |
| ------------------------- | ---------------------------------------------------------------------- | -------- |
| Brasilien (PMB)           | Platin                                                                 | 60.000   |
| Vereinigte Staaten (RIAA) | Gold                                                                   | 500.000  |
| Insgesamt                 | 1× Gold · 1× Platin ·                                                  | 560.000  |

## Auszeichnungen nach Musikstreamings

### The Monster(Eminemfeat.Rihanna)
| Land/Region          | Auszeichnungen für Musikverkäufe (Land/Region, Auszeichnung, Verkäufe) | Verkäufe   |
| -------------------- | ---------------------------------------------------------------------- | ---------- |
| Dänemark (IFPI)      | 3× Platin                                                              | 5.400.000  |
| Spanien (Promusicae) | Platin                                                                 | 8.000.000  |
| Insgesamt            | 4× Platin ·                                                            | 13.400.000 |

### Girl in the Mirror
| Land/Region  | Auszeichnungen für Musikverkäufe (Land/Region, Auszeichnung, Verkäufe) | Verkäufe   |
| ------------ | ---------------------------------------------------------------------- | ---------- |
| Japan (RIAJ) | Gold                                                                   | 50.000.000 |
| Insgesamt    | 1× Gold ·                                                              | 50.000.000 |

## Statistik und Quellen
| Land/RegionAuszeichnungen für Musikverkäufe (Land/Region, Auszeichnungen, Verkäufe, Quellen) | Silber     | Gold       | Platin         | Diamant       | Verkäufe   | Quellen              |
| -------------------------------------------------------------------------------------------- | ---------- | ---------- | -------------- | ------------- | ---------- | -------------------- |
| Australien (ARIA)                                                                            | —          | 3× Gold3   | 39× Platin39   | —             | 2.765.000  | aria.com.au          |
| Belgien (BRMA)                                                                               | —          | 4× Gold4   | 4× Platin4     | —             | 185.000    | ultratop.be          |
| Brasilien (PMB)                                                                              | —          | 3× Gold3   | 15× Platin15   | 5× Diamant5   | 1.570.000  | pro-musicabr.org.br  |
| Chile (IFPI)                                                                                 | —          | —          | Platin1        | —             | 80.000     | Einzelnachweise      |
| Dänemark (IFPI)                                                                              | —          | 6× Gold6   | 12× Platin12   | —             | 1.005.000  | ifpi.dk              |
| Deutschland (BVMI)                                                                           | —          | 7× Gold7   | 5× Platin5     | —             | 3.250.000  | musikindustrie.de    |
| Frankreich (SNEP)                                                                            | —          | 3× Gold3   | —              | 3× Diamant3   | 1.289.265  | snepmusique.com      |
| Griechenland (IFPI)                                                                          | —          | —          | 2× Platin2     | —             | 40.000     | Einzelnachweise      |
| Italien (FIMI)                                                                               | —          | 3× Gold3   | 17× Platin17   | —             | 1.125.000  | fimi.it              |
| Japan (RIAJ)                                                                                 | —          | Gold1      | —              | —             | —          | riaj.or.jp           |
| Kanada (MC)                                                                                  | —          | 4× Gold4   | 36× Platin36   | Diamant1      | 3.840.000  | musiccanada.com      |
| Mexiko (AMPROFON)                                                                            | —          | 3× Gold3   | Platin1        | Diamant1      | 450.000    | amprofon.com.mx      |
| Neuseeland (RMNZ)                                                                            | —          | 3× Gold3   | 31× Platin31   | —             | 930.000    | radioscope.co.nz NZ2 |
| Niederlande (NVPI)                                                                           | —          | 3× Gold3   | 3× Platin3     | —             | 210.000    | nvpi.nl              |
| Norwegen (IFPI)                                                                              | —          | 4× Gold4   | 28× Platin28   | —             | 1.760.000  | ifpi.no              |
| Österreich (IFPI)                                                                            | —          | 4× Gold4   | 5× Platin5     | —             | 210.000    | ifpi.at              |
| Polen (ZPAV)                                                                                 | —          | 6× Gold6   | 14× Platin14   | Diamant1      | 905.000    | olis.pl              |
| Portugal (AFP)                                                                               | —          | 3× Gold3   | 9× Platin9     | —             | 105.000    | Einzelnachweise      |
| Schweden (IFPI)                                                                              | —          | Gold1      | 17× Platin17   | —             | 780.000    | sverigetopplistan.se |
| Schweiz (IFPI)                                                                               | —          | Gold1      | 13× Platin13   | —             | 320.000    | hitparade.ch         |
| Singapur (RIAS)                                                                              | —          | 2× Gold2   | —              | —             | 10.000     | rias.org.sg          |
| Spanien (Promusicae)                                                                         | —          | 2× Gold2   | 12× Platin12   | —             | 640.000    | elportaldemusica.es  |
| Vereinigte Staaten (RIAA)                                                                    | —          | 3× Gold3   | 35× Platin35   | Diamant1      | 46.500.000 | riaa.com             |
| Vereinigtes Königreich (BPI)                                                                 | 5× Silber5 | 4× Gold4   | 14× Platin14   | —             | 11.000.000 | bpi.co.uk            |
| Insgesamt                                                                                    | 5× Silber5 | 73× Gold73 | 313× Platin313 | 12× Diamant12 |            |                      |